# Křižovatka Kama
Křižovatka Kama (hebrejsky מחלף קמה‎) je mimoúrovňová křižovatka, která spojuje dálnici 6 a silnici 40 se silnicí 293. Je pojmenována podle nedalekého kibucu Bejt Kama.

## Historie
V minulosti se na tomto místě nacházela křižovatka spojující silnici 293 se silnicí 40. Vzhledem k prodloužení dálnice 6 do této lokality bylo rozhodnuto křižovatku nahradit a prodloužit silnici 293 o kilometr na východ.
Křižovatka byla slavnostně otevřena v roce 2015.